# Otto Friedrich Hörner

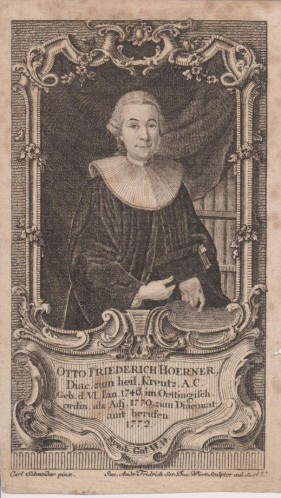
Otto Friedrich Hörner

Otto Friedrich Hörner (* 6. Januar 1746 in Heroldingen; † 28. Dezember 1781 in Augsburg) war ein deutscher lutherischer Theologe, Diakon und Schriftsteller.

## Leben
Das erste existierende Verzeichnis schwäbischer Schriftsteller im 18. Jahrhundert entstand aus der Feder des am 6. Januar 1746 in Heroldingen geborenen Pfarrersohns Otto Friedrich Hörner. Sein Vater Johann Balthasar starb schon anderthalb Jahre nach der Geburt des Sohns. Danach zog die Witwe mit ihrer Familie nach Schrattenhofen, von wo aus Hörner die Heroldinger Schule besuchte. Da die Mutter die Schwester des Generalsuperintendenten Georg Adam Michel in Oettingen war, vertraute sie ihren Sohn diesem besonders an. Dessen reichhaltige Bibliothek voll heimatlicher und geistlicher Literatur prägte den Jungen, der nun einige Jugendjahre in der Fürstenstadt verbrachte.
Nach dem Studium an der Universität Altdorf (Theologie, Philosophie, Physik usw.) und der Examinierung ging Hörner nach Augsburg. Dort lehrte er zunächst eine junge Adelsfamilie, erwarb das Recht, in allen evangelischen Kirchen zu predigen, und wurde 1770 ordiniert. Während der unmittelbar folgenden Hunger- und Seuchenjahre kümmerte er sich neben Lehr- und Predigtamt besonders um die Kranken, Leidenden und Sterbenden im Spital am Roten Tor, wo sich heute die berühmte Augsburger Puppenkiste befindet. Dieser unermüdliche Einsatz, bei dem er kranke und verstorbene Lehrer und Geistliche zu ersetzen hatte, brachte ihm so viel Vertrauen ein, dass man ihn in der Karwoche 1772 zum Diakonat an Evangelisch Heilig Kreuz berief. Fortan predigte er also nicht nur in Kirchen wie St. Anna und weiteren Augsburger Gotteshäusern mutig gegen Getreidewucher und Geiz als Ursache der Seuche neben schlechtem Korn. Er diente nun fest im ersten protestantischen Kirchenbau Augsburgs (eingeweiht 1653).
Erster Pfarrer an Evangelisch Heilig Kreuz war zu Hörners Zeit der oft verreiste Johann August Urlsperger, Dogmatiker und Stifter der Christentumsgesellschaft, der dem Pietismus nahestand. Hörner verfasste zahlreiche Schriften, u. v. a. ein Liederdichterlexikon. Johannes Hus als „der erste Lutheraner, 100 Jahre vor Luther“, der in Konstanz verbrannt wurde, wird darin ebenso plastisch beschrieben wie Martin Luther. In Das große Glück, ein Christ zu sein stellt sich Hörner gegen die Auffassung, Gott sei im Alten Testament eher strafend und im Neuen besonders gütig gewesen. Auch sei in beiden Teilen der Bibel der Glaube notwendig gewesen und Christus habe vom Fluch des Gesetzes befreit, aber nicht davon, die Zehn Gebote zu halten.
In weiteren Schriften mit teilweise seitenlanger Gedichtform betonte Hörner aufgrund seines Umgangs mit Kranken die Notwendigkeit einer gesunden Lebensweise mit Bewegung an frischer Luft und ausgewogener Ernährung. Am 8. August 1780 hielt er eine Jubelpredigt, 250 Jahre nach der Confessio Augustana und anlässlich der Religionsfreiheit der Protestanten.
Der Schriftsteller und Seelsorger, der deutschlandweit korrespondierte, überlebte zweimal das Fleckfieber. Beim dritten Mal kämpfte der Arzt vergeblich dagegen, doch Hörner sah sich auf sein Ende am 28. Dezember 1781 mit knapp 36 Jahren für die Ewigkeit vorbereitet. Er hinterließ seine Frau, die ihn stets eifrig unterstützt hatte, mit drei Kindern – vier weitere waren bereits vorher gestorben.

## Werke (Auswahl)
- Die Pflicht, nicht zu heurathen. Augspurg 1760.[1]
- Nachrichten von Liederdichtern des Augspurgischen Gesangsbuches. Nebst einem Liederregister zum Gebrauch der Auswärtigen Nördlingen 1770.8, 2te um die Hälfte vermehrte Ausgabe. Mizler, Schwabach 1775. (Digitalisat der 2. Ausg.)
- Alphabetisches Verzeichniss oder Lexicon der itzlebenden schwäbischen Schriftsteller. Carl Gottlob Beck, Nördlingen 1771 (google.de).
- Ein Angedenken an die Hülfe Gottes nach der harten Zeit i. d. Jahren 1770. - 1773. In einer an einem obrigkeitlich angeordneten Buß- Dank- und Erndtefest über Psalm 107,43. am 15ten Sonntag nach Trinitatis d. J. im Abendgottesdienste gehaltenen heiligen Rede, seiner liebwerthen ... Gemeine zum heiligen Kreuz, Augsp. Bek. und andern damals versammelten Zuhörern empfohlen, und zu einer gesegneten Erinnerung dem Druck übergeben. Hamm, Augsburg 1773. (Digitalisat)
- Das große Glück, ein Christ zu seyn. Über die Epistel am Neuenjahrstage 1774 im Abendgottesdienste beym heil. Kreutz, erwiesen mit herzlichen Seegenswünschen in gebundener Rede, begleitet und zu einer geseegneten Erinnerung, auf mehrmaliges Verlangen von Zuhörern, dem Druck übergeben. eine Predigt. Mizler, Schwabach 1774. (Digitalisat)
- Ermunterungen zu Dank und Flehen. eine Predigt. Nördlingen 1774.[2]
- Ueber Pauli hohe Offenbahrung und Entzückung in das Paradies und den dritten Himmel. Schüpfel, Altdorf/Nürnberg  1776. (Digitalisat)
- Empfindungen, mit denen am ersten Tage des Jahres 1776 den öffentlichen freyen Vortrag angefangen ... Stage, Augsburg 1770.
- Beyträge zu den Göttingischen wöchentlichen Blättern zum Unterricht und zur Erbauung gemeiner Christen, z. B. Wider die Lieblingssünde; im 39sten Stück des 2ten Bandes.

## Gedenktafel
Im Geburtsort Heroldingen erinnert seit 2016 eine Gedenktafel in der Wörnitzstraße an den Schriftsteller und Diakon. Am gleichen Haus ist auch eine Erinnerungstafel für den ebenfalls in Heroldingen geborenen Reformator Georg Karg angebracht.